# Heike
Heike is een voornaam die zowel door mannen als vrouwen gedragen wordt. De naam is een variant van Hendrik(a).

## Bekende naamdraagsters
- Heike Balck, atlete
- Heike Drechsler, atlete
- Heike Friedrich, zwemster
- Heike Hartmann, langebaanschaatsster
- Heike Henkel, hoogspringster
- Heike Lange, langebaanschaatsster
- Heike Warnicke, langebaanschaatsster

## Bekende naamdragers
- Heike Kamerlingh Onnes, natuurkundige, Nobelprijswinnaar